# Den tändande gnistan
Den tändande gnistan: Hur små faktorer kan förändra världen är en bok av den engelsk-kanadensiske författaren och journalisten Malcolm Gladwell. Boken heter i original The Tipping Point: How Little Things Can Make a Big Difference och kom ut år 2000, och i svensk översättning 2003. Boken teoretiserar om varför avgörande förändringar i samhället ofta sker plötsligt och oväntat. Gladwell tar exempel som dramatisk sänkning av brottslighet i New York och skomärket Hush Puppies plötsliga försäljningsframgångar och försöker förklara dessa händelser med forskningsresultat från sociologi och psykologi.